# Kenji Ueda
 Kenji Ueda  (上田ケンジ ou 上田 健司, Ueda Kenji, né le 30 août 1965 au Japon) est un bassiste de rock et producteur de musique japonais. Il débute dans les années 1980 comme bassiste du groupe de punk rock Kenzi & The Trips, avant de former en 1989 le groupe The Pillows. Il le quitte en 1992, et continue sa carrière en solo, comme musicien de session puis producteur de musique. Il sort quelques albums en solo dans les années 2000, et écrit aussi des chansons pour d'autres artistes. En 2007, il collabore avec Ami Suzuki sur un titre de son album Connetta.

## Discographie

### Albums solo
- Forever Love (フォーエバーラブ) (2000)
- Ambivalence (2002)
- Ao (青) (2006)
- hakken kokken ueken (2009)